# Haumaniastrum
Endostemon, biljni rod iz porodice usnača kojemu pripada 35 vrsta jednogodišnjeg raslinja i trajnica uglavnom iz tropske i južne Afrike i Madagaskara. Opisan je 1959. Tipična vrsta je Haumaniastrum polyneurum (S. Moore) J. Duvign. & Plancke.
Rod je smješten u podtribus Ociminae, dio tribusa Ocimeae, potporodica Nepetoideae.

## Opis
Jednogodišnje ili višegodišnje zeljasto bilje, drvenasto bilje ili polugrmovi. Stabljike četverokutne ili zaobljeno četverokutaste, obično razgranate, dlakave. Listovi nasuprotni, trostruki ili četverokutni, ponekad tvore rozetu pri dnu jednogodišnjih stabljika, često obojeni. Cvat u gronjama ili metlicama. Čaška mala dvousnena. Cvjetovi poredani u (2)6(9)-cvjetnim vertikalama; Brakteje su često obojene široko obrnuto jajolike ili romboidne, zaklanjajući peteljke i čaške; vjenčić kratak, dvousnen, cijev ravna prema grlu proširena. Plod koji se sastoji od oraščića, smeđe je ili crne boje, vrh zaobljen ili spljošten, obično stvara malu količinu sluzi kada je mokar.

## Vrste
1. Haumaniastrum alboviride (Hutch.) P.A.Duvign. & Plancke
2. Haumaniastrum bianense A.J.Paton
3. Haumaniastrum buettneri (Gürke) J.K.Morton
4. Haumaniastrum caeruleum (Oliv.) P.A.Duvign. & Plancke
5. Haumaniastrum chartaceum A.J.Paton
6. Haumaniastrum cordigerum P.A.Duvign. & Plancke
7. Haumaniastrum coriaceum (Robyns & Lebrun) A.J.Paton
8. Haumaniastrum cubanquense (R.D.Good) A.J.Paton
9. Haumaniastrum dissitifolium (Baker) A.J.Paton
10. Haumaniastrum glabrifolium A.J.Paton
11. Haumaniastrum graminifolium (Robyns) A.J.Paton
12. Haumaniastrum kaessneri (S.Moore) P.A.Duvign. & Plancke
13. Haumaniastrum katangense (S.Moore) P.A.Duvign. & Plancke
14. Haumaniastrum lantanoides (S.Moore) P.A.Duvign. & Plancke
15. Haumaniastrum linearifolium (De Wild.) P.A.Duvign. & Plancke
16. Haumaniastrum membranaceum A.J.Paton
17. Haumaniastrum minor (Briq.) A.J.Paton
18. Haumaniastrum morumbense (De Wild.) A.J.Paton
19. Haumaniastrum paniculatum (Briq.) A.J.Paton
20. Haumaniastrum polyneurum (S.Moore) P.A.Duvign. & Plancke
21. Haumaniastrum praealtum (Briq.) P.A.Duvign. & Plancke
22. Haumaniastrum robertii (Robyns) P.A.Duvign. & Plancke
23. Haumaniastrum rosulatum (De Wild.) P.A.Duvign. & Plancke
24. Haumaniastrum rupestre (R.E.Fr.) A.J.Paton
25. Haumaniastrum semilignosum (P.A.Duvign. & Plancke) P.A.Duvign. & Plancke
26. Haumaniastrum sericeum (Briq.) A.J.Paton
27. Haumaniastrum speciosum (E.A.Bruce) A.J.Paton
28. Haumaniastrum stanneum A.J.Paton
29. Haumaniastrum suberosum (Robyns & Lebrun) P.A.Duvign. & Plancke
30. Haumaniastrum timpermanii (P.A.Duvign. & Plancke) P.A.Duvign. & Plancke
31. Haumaniastrum triramosum (N.E.Br.) A.J.Paton
32. Haumaniastrum uniflorum A.J.Paton
33. Haumaniastrum vandenbrandei (P.A.Duvign. & Plancke) P.A.Duvign. & Plancke
34. Haumaniastrum venosum (Baker) Agnew
35. Haumaniastrum villosum (Benth.) A.J.Paton